# Dystrykt Port Phillip

Dystrykt Port Phillip w granicach z lat 1836–1843

Dystrykt Port Phillip w granicach ustalonych w 1843 roku

Dystrykt Port Phillip (ang. Port Phillip District) − historyczna jednostka administracyjna w ramach Kolonii Nowej Południowej Walii, istniejąca od września 1836 do 1 lipca 1851 roku, gdy została wydzielona w odrębną Kolonię Wiktorii.
Początkowo jako terytorium dystryktu określono terytoria Nowej Południowej Walii położone na południe od równoleżnika 36°S i pomiędzy południkami 141°E i 146°E. W styczniu 1840 roku poszerzono jej granice do rzeki Murrumbidgee. Na skutek oporu Rady Ustawodawczej Nowej Południowej Walii w Sydney granica uległa przesunięciu na rzekę Murray.
W 1839 roku ustanowiono Protektorat Port Phillip, który miał być jednostką autonomiczną dla Aborygenów, jednak zniesiono ją w 1849 roku.
1 lipca 1843 roku uchwalono proklamację formalizującą granicę od Cape Howe do Murray i dalej jej nurtem do granic Australii Południowej.
1 lipca 1851 roku dystrykt wydzielono od Nowej Południowej Walii tworząc Kolonię Wiktorii.